# ATP Challenger Cervia
Der ATP Challenger Cervia (offiziell: Cervia Challenger) war ein Tennisturnier, das 1991 einmal in Cervia, Italien, stattfand. Es gehörte zur ATP Challenger Tour und wurde im Freien auf Sand gespielt.

## Liste der Sieger

### Einzel
| Jahr | Sieger           | Finalgegner      | Ergebnis |
| ---- | ---------------- | ---------------- | -------- |
| 1991 | Claudio Mezzadri | Frédéric Fontang | 6:3, 6:3 |

### Doppel
| Jahr | Sieger                         | Finalgegner                       | Ergebnis |
| ---- | ------------------------------ | --------------------------------- | -------- |
| 1991 | Christian Miniussi Diego Pérez | João Cunha e Silva Daniel Orsanic | 6:3, 6:4 |